# غريف فورست
غريف فورست (بالإنجليزية: Griff Furst)‏ مواليد 17 سبتمبر 1981 في الولايات المتحدة، هو ممثل ومخرج أمريكي.

## الأعمال
- غوست شارك
- التركيز
- المبيد جنسايس
- المؤسس

## روابط خارجية
- غريف فورست على موقع IMDb (الإنجليزية)
- غريف فورست على موقع ألو سيني (الفرنسية)
- غريف فورست على موقع أول موفي (الإنجليزية)
- غريف فورست على موقع قاعدة بيانات الأفلام السويدية (السويدية)
- غريف فورست على موقع قاعدة بيانات الفيلم (الإنجليزية)
- غريف فورست على موقع كينوبويسك (الروسية)